# Type 99 (mina)
La type 99 è una mina anticarro che fu utilizzata dall'esercito imperiale giapponese nella Seconda guerra mondiale. Entrò in utilizzo nel 1939.
Questo ordigno è munito di quattro calamite disposte sugli angoli del perimetro all'esterno della mina.Si trovano all'interno di alcune tasche di stoffa.
La patta (cioè la piccola lastra metallica che chiude la parte cava dell'ordigno) è a chiusura ermetica.
All'interno della mina si possono immettere cariche a base di TNT (Trinitrotoluene) o di RDX (Ciclotrimetilentrinitroammina) molto utilizzate anche in altre tipologie di ordigni.
Per evitare un'esplosione involontaria è stato adottato un "pin di sicurezza " che non era altro che una sorta di spina munita di laccio collegato all'ordigno da rimuovere un attimo prima dell'innesco.